# Lorette (Loire)
Lorette é uma comuna francesa na região administrativa de Auvérnia-Ródano-Alpes, no departamento de Loire. Estende-se por uma área de 3,41 km². Em 2010 a comuna tinha 4 715 habitantes (densidade: 1 382,7 hab./km²).